# Стерьос Гутас
Стерьос Гутас (на гръцки: Στέργιος Γκούτας) е гръцки военен и революционер, деец на Гръцката въоръжена пропаганда в Македония от началото на XX век.

## Биография
Стерьос Гутас е роден в гревенското село Месолури, тогава в Османската империя. Негов баща е Константинос Гутас, а брат му Теодорос също става андарт. По-късно в началото на XX век Стерьос се присъединява към гръцката пропаганда. Първоначално е в андартската част на баща си, която минава под командването на Стефанос Дукас и на 25 март 1905 година участва в Загоричанското клане. След това Стерьос оглавява собствена андартска чета. Участва в Балканската война като подофицер. Умира в 1913 година при битката при Бизани по време на обсадата на Янина.